# Xerus rutilus
Xerus rutilus es una especie de roedor de la familia Sciuridae. Es el único miembro del subgénero Xerus.

## Distribución y hábitat
Se encuentran en el sudeste de Sudán, este de Sudán del Sur, este y sur de Etiopía, Yibuti, Somalia, Kenia, noreste de Uganda y noreste de Tanzania. 
Su hábitat natural son: sabanas, matorrales áridos subtropicales o tropicales. 

## Subespecies
Se conocen las siguientes subespecies:
- Xerus rutilus dabagala Heuglin, 1861
- Xerus rutilus dorsalis Dollman, 1911
- Xerus rutilus intensus Thomas, 1904
- Xerus rutilus massaicus Toschi, 1945
- Xerus rutilus rufifrons Dollman, 1911
- Xerus rutilus rutilus (Cretzschmar, 1828)
- Xerus rutilus saturatus (Neumann, 1900)
- Xerus rutilus stephanicus Thomas, 1906